# Georgi Tsvetkov
Georgi Ivanov Tsvetkov (Bulgaars: Георги Иванов Цветков) (Sofia, 10 september 1947) was een Bulgaars voetballer en voetbalcoach. Hij heeft gespeeld bij Spartak Sofia, Akademik Sofia, Levski Sofia en Spartak Varna.

## Loopbaan
Tsvetkov maakte zijn debuut in Bulgarije in 1967. Hij heeft 10 wedstrijden gespeeld en hij heeft één doelpunt gescoord. Hij maakte deel uit van de selectie voor het voetbaltoernooi op de Olympische Zomerspelen 1968, waar Bulgarije een zilveren medaille won.

## Erelijst
- Olympische spelen : 1968 (zilver)
- Parva Liga (2) : 1973-1974, 1976-1977
- Bulgarije beker (3) : 1971, 1976, 1977